# Charles Millon
Pour les articles homonymes, voir Millon.
Pour le philosophe, voir Charles Millon (philosophe).
Charles Millon, né le 12 novembre 1945 à Belley (Ain), est un homme politique français.
Longtemps membre de l'UDF, il est maire de Belley de 1977 à 2001 et député de l'Ain entre 1978 et 2001, période durant laquelle il siègera comme vice-président de l'Assemblée nationale de 1986 à 1988. Soutien de Jacques Chirac lors de l'élection présidentielle de 1995, il est nommé ministre de la Défense de 1995 à 1997 dans les deux gouvernements Juppé.
Président du conseil régional de Rhône-Alpes en 1988 à la mort de Charles Béraudier, il est réélu en 1992 et en 1998. Réélu en 1998 avec les voix du Front national, il est exclu de l’UDF, voit son élection invalidée en 1999 et cède son fauteuil de président à Anne-Marie Comparini, sa colistière.
Après avoir abandonné sa mairie de Belley, il tente sans succès de gagner celle de Lyon puis fonde et prend la présidence du parti La Droite. Il se tient en retrait de la vie politique jusqu'en 2017, lorsqu'il intègre l’équipe de campagne présidentielle de François Fillon.

## Biographie

### Formation et premiers engagements
Il naît dans une famille de droite et fait ses études secondaires à l'institution Lamartine (Belley), puis à l'école Sainte-Marie Lyon, avant d'entamer des études de droit et d'économie à l'université de Lyon et d'obtenir une licence de sciences économiques et un diplôme d'études supérieures de sciences économiques.
En 1965, il adhère au Cercle Charles Péguy, fondé deux ans plus tôt à Lyon par le biologiste Michel Delsol, professeur à l'Université catholique de Lyon, son futur beau-père. Groupe anti-communiste, ce cercle mêle divers courants de droite, dont des monarchistes, des chrétiens ralliés à la République, des humanistes proches de Jacques Maritain et des personnalistes proches d'Emmanuel Mounier ; il s'inscrit dans les milieux de la droite catholique conservatrice. Catholique pratiquant, Millon est alors favorable à la peine de mort et contre l'avortement.
Il y rencontre sa femme, Chantal Delsol, une philosophe, historienne des idées politiques, et romancière française. Disciple de Julien Freund, elle se définit comme « libérale-conservatrice ». Éditorialiste au Figaro et à Valeurs actuelles, Chantal Delsol est depuis 2007 membre de l'Académie des sciences morales et politiques. Le couple a six enfants, dont un adopté d'origine laotienne et Thomas Millon.
Il participe au MADEL (Mouvement autonome des étudiants lyonnais), opposé au « désordre » de Mai 68.  Exempté du service national, il obtient une licence en sciences économiques et un diplôme d'études supérieures de sciences économiques. Il participe activement ensuite à la revue du Cercle Péguy, L'Astrolabe, fondée en 1971, et, devenu conseiller juridique,  adhère en 1974 à l'Association des chefs d'entreprise libres, dont il devient « le plus jeune administrateur et membre du comité directeur », comme secrétaire. Son adhésion s'explique selon ses mots par son aversion pour « une administration tentaculaire et irresponsable » et pour « l'action ponctuelle ou démagogique des hommes politiques » et ses craintes devant « la faillite de la gestion bureaucratique » et « l'Université étatisée, souvent communisée (sic) » : « L'entreprise sera la dernière à mourir. C'est donc là qu'il faut d'abord mener le combat ». Devenu député, il y donne une conférence lors de son assemblée générale de juin 1978.
Il cofonde au début des années 1970 le cabinet d'avocats Delsol-Millon-Gariazzo (DMG) à Lyon, en collaboration avec son beau-frère Jean-Philippe Delsol, aujourd'hui devenu le cabinet Delsol Avocats.

### Parcours politique

#### Débuts
À 32 ans, Charles Millon est élu maire de Belley en 1977.

#### Député de l'Ain
L'année suivante, il est élu député de l'Ain en tant que candidat de l'UDF, il siège à l'Assemblée sous les couleurs de ce parti jusqu'en 1995. Par ailleurs conseiller juridique et fiscal, il fait partie des adhérents directs de l'UDF. Étant l'un des plus farouches opposants à la loi de nationalisation de 1982, il publie en 1984 L'Extravagante Histoire des nationalisations.
Il est vice-président de l'Assemblée nationale de 1986 à 1988, lors de la première cohabitation. En septembre 1989, avec le soutien de Valéry Giscard d’Estaing, il est élu président du groupe UDF de l'Assemblée nationale, battant François Léotard par 45 voix contre 41 au second tour. Il conserve cette fonction jusqu'en 1995, lorsqu'il devient ministre de la Défense.
Millon est élu président du conseil régional de Rhône-Alpes en octobre 1988, ; il le reste jusqu'en janvier 1999. À cette fonction, il met en place plusieurs projets : le Permis de Réussir pour stimuler l'autonomie des lycées et la créativité des équipes pédagogiques, les Contrats globaux de développement, permettant d'apporter une aide à des opérations multiformes de développement et aménagement initiées par les différents territoires rhône-alpins, la liaison Lyon-Turin, les jumelages avec la Catalogne, le Bade-Wurtemberg et la Lombardie, la participation de la France aux Olympiades des métiers, la création du Mondial des métiers et Lyon 96.
Il fait partie des dirigeants de l'UDF qui s'opposent aux discours du Front national et à une alliance avec le parti de Jean-Marie Le Pen.

#### Ministre de la Défense des gouvernements Juppé
Après l'élection présidentielle de 1995, il est nommé par Jacques Chirac ministre de la Défense du gouvernement Juppé (RPR).
Au sein du gouvernement Juppé, il est chargé du dossier sur la transformation de l'armée française, fondée sur la conscription, en armée de métier. Cette loi est abandonnée à la suite de la dissolution de l'Assemblée nationale en 1997. Un nouveau projet de loi sera présenté à la nouvelle Assemblée et la loi sera promulguée le 28 octobre 1997.
Il se rend en Israël, approfondissant les liens déjà tissés en 1994 par le ministre François Léotard, qui avait signé l'accord-cadre de recherche franco-israélien ; de nouveaux contrats d'armement sont passés entre les deux États.
Il déclarera en 2009 avoir examiné, sur ordre du président Chirac, les contrats d'armement pouvant donner lieu à d'éventuelles rétrocommissions, et avoir bloqué pour ceux-ci le versement des commissions. L'interruption de celles-ci, décidées en 1994 (sous le gouvernement Édouard Balladur) dans le cadre d'une vente de sous-marins Agosta au Pakistan, serait le motif expliquant l'attentat du 8 mai 2002 à Karachi, qui a tué onze salariés de la Direction des constructions navales (DCN) et qui était attribué à l'origine à Al-Qaïda. Le 17 novembre 2010, Charles Millon affirme, devant le juge Renaud Van Ruymbeke, avoir eu « l'intime conviction » de l'existence de rétrocommissions versées jusqu'en 1995 en marge du contrat Agosta de vente au Pakistan de sous-marins français.

#### Réélection contestée à l'issue des régionales de 1998
L'UDF se divise lors des élections régionales de 1998 sur la question des alliances avec le Front national (FN), François Bayrou condamnant celles-ci tandis qu'Alain Madelin les soutient. Ne disposant pas de la majorité absolue pour diriger l'exécutif, Millon tente d'abord de gagner la voix de Patrice Abeille (Ligue savoisienne), déterminante car les voix sont également réparties au conseil régional entre gauche et droite, puis il accepte les voix du FN,, soulevant les critiques des élus de gauche mais aussi d'élus de droite, et il remporte ainsi la présidence du conseil régional de Rhône-Alpes, de même que l'ensemble des vice-présidences de commission. Charles Millon, Jacques Blanc et Charles Baur, tous élus avec les voix du FN, sont alors exclus de l'UDF. Alors qu'il a toujours réfuté l'idée de toute tractation avec le FN, Charles Millon fait élire 13 vice-présidents de commissions frontistes (dont Pierre Vial à la commission de la Culture).
Tandis qu'Alain Madelin et la plupart des personnalités UDF élues avec les voix de l'extrême droite rejoignent le nouveau parti « Démocratie libérale », Charles Millon fonde un mouvement politique éphémère (1998) nommé « La Droite » puis la Droite libérale-chrétienne en 1999, après l'échec d'un projet de fusion entre « La Droite », le RPF de Charles Pasqua et le CNI. C'est un retour à ses combats originels. Plusieurs personnalités appartenant à la droite conservatrice sont présentes au congrès fondateur de « La Droite », dont notamment l'ex-ministre d'État de Giscard, Michel Poniatowski. Mais ce nouveau parti est un échec : à part Charles  Millon, seuls deux autres députés de « La Droite » s'y inscrivent. Christine Boutin, Alain Griotteray, Fabrice Saulais, ex-conseiller en communication de Bruno Mégret, ou Patrick Louis, président rhônalpin du MPF, font partie de son réseau parisien. En septembre 1998, il est aussi élu vice-président du Mouvement national des élus locaux, une association qui regroupe essentiellement des élus conservateurs.
Par ailleurs, Charles Millon fait l'objet d'une requête en annulation déposée par Étienne Tête — le jour de son élection comme président, le doyen des conseillers, qui assumait la présidence par intérim, avait laissé Charles Millon et Bruno Gollnisch (FN) débattre brièvement (1 question et 1 réponse) alors que les règlements électoraux l'interdisaient — qui aboutira à l'invalidation de son élection par le Conseil d'État en décembre 1998. Anne-Marie Comparini (UDF) lui succède alors comme présidente du conseil régional en janvier 1999, en étant élue avec les voix de la gauche.
En 2000, il dépose sans succès, avec Michel Meylan, une « proposition de loi constitutionnelle portant reconnaissance du principe de sécurité juridique dans la Constitution ». Le même jour, il fait enregistrer une autre proposition, de loi organique, elle aussi renvoyée à examen futur, « limitant le recours aux dispositions fiscales de portée rétroactive ».
Charles Millon persiste toutefois, se présentant en tant que candidat dissident de la droite aux élections municipales de Lyon en 2001. Il bénéficie de plusieurs soutiens, dont celui de Gérard Pélisson, cofondateur du groupe Accor ; Monique Raimond, femme de l'ancien ministre des Affaires étrangères Jean-Bernard Raimond et directrice de la communication du groupe Cardin ; Denys Aguettant, directeur de la fondation Canal+ ; Roger Michaux, ancien syndic de la Bourse de Lyon ; Bruno Lacroix, ancien président du GIL (Groupement interprofessionnel lyonnais, branche locale du Medef) ; ou encore Chantal Mérieux, épouse d'Alain Mérieux, célèbre industriel. Il obtient un score de plus de 25 %. Jean-Michel Dubernard (RPR) est le candidat de la droite parlementaire, Michel Mercier (UDF) s'étant retiré. Toutefois, au second tour, les divisions de la droite entre millonistes et RPR (il n'y eut fusion des listes à droite que dans un seul arrondissement) font le jeu de la gauche ; Gérard Collomb (PS) est alors élu. Aux législatives de juin 2002, les deux autres députés de la Droite libérale-chrétienne ne sont pas réélus, entérinant l'échec du mouvement, lui-même étant battu dans la 7e circonscription du Rhône avec 45,09 % face à Jean-Jack Queyranne.

#### Activités depuis 2002 et rapprochement avec l’extrême droite
En 2003, la cour administrative d'appel de Lyon déclare illégales les délibérations qui avaient permis à Charles Millon de bénéficier d'un appartement et de personnel de maison, pendant près de dix ans, lorsqu'il présidait la région Rhône-Alpes.
En septembre 2003, Millon est nommé représentant permanent à Rome auprès de l'Organisation des Nations unies pour l'alimentation et l'agriculture (FAO) par Jacques Chirac. Au conseil régional de Rhône-Alpes, le groupe milloniste fusionne alors avec l'Union pour un mouvement populaire (UMP), et son parti est mis en sommeil. À Lyon, où Dominique Perben (UMP) crée en 2005 un comité de soutien pour sa candidature à la municipale de 2008 (« Lyon Nouvel Horizon »), Millon continue à présider le groupe « Unir pour Lyon », qui rassemble 19 élus municipaux. Son mandat à Rome prend fin le 31 août 2007.
Il rejoint en novembre 2007 l'Institut Thomas-More, un cercle de réflexion européen.
Discret sur la scène politique française depuis 2003, il annonce en juin 2008 son intention de se présenter aux élections sénatoriales du 21 septembre 2008, sans toutefois recevoir l'investiture de l'UMP. Cependant, il reçoit, le 30 août 2008, le soutien de certains élus UMP, NC et DVD non-inscrits lors d'un vote dont le règlement, contesté, est modifié la veille du scrutin.
Il n'est cependant pas élu, puisque deux sièges sont remportés par le PS (Rachel Mazuir et Jacques Berthou), et l'autre par l'UMP (Sylvie Goy-Chavent). Seulement en troisième position à l'issue du 1er tour, il est victime d'un « front anti-Millon » avec le maintien de Jean Chabry, conseiller général sans étiquette, allié de la droite au conseil général. En maintenant quatre candidats, la droite permet un succès de la gauche qui ne maintenait que deux candidats.
Dans l'affaire du personnel de fonction financé par la Région Rhône-Alpes, il est définitivement condamné suite l'arrêt de la cour d'appel de LYON, 7e chambre, en date du 24 février 2011, pour prise illégale d'intérêts, à trois mois d'emprisonnement avec sursis.
En mars 2015, il co-fonde le collectif « Phénix », un cercle de réflexion libéral-conservateur, avec l'entrepreneur Charles Beigbeder, la responsable de la Marche pour la Vie Julie Graziani et l'ex-responsable de La Manif pour tous Anne Lorne. Ils entendent pouvoir proposer au candidat de la droite à l'élection présidentielle de 2017 un programme « clefs en main ».
Il est également le président-fondateur de L'Avant-Garde, un réseau collaboratif d'actions politique créé conjointement avec Charles Beigbeder. L'Avant-Garde organise sa première université en octobre 2015, à laquelle participent Hervé Mariton (député LR), Xavier Breton (député LR), Jean-Frédéric Poisson (député et président du Parti chrétien-démocrate), Xavier Lemoine (maire de Montfermeil et vice-président du Parti chrétien-démocrate) et Karim Ouchikh, président du parti Souveraineté, identité et libertés.
Il apporte son soutien à François Fillon entre les deux tours de la primaire présidentielle des Républicains de 2016.
En septembre 2017, il participe à la fondation du magazine conservateur L'Incorrect. En octobre 2018, il signe une pétition en soutien à des militants de Génération identitaire poursuivis en justice.
À la fin de l'année 2021, il déclare qu'Éric Zemmour « est arrivé au moment où il fallait », puis participe à un comité politique autour de lui, mais dément le rallier pour l’élection présidentielle de 2022.

## Détail des mandats et fonctions

### Fonctions ministérielles
- Ministre de la Défense du gouvernement Alain Juppé (1) du 18 mai au 7 novembre 1995
- Ministre de la Défense du gouvernement Alain Juppé (2) du 7 novembre 1995 au 2 juin 1997

### Mandats parlementaires
- 3 avril 1978 – 18 juin 1995 ; 1er juin 1997 – 17 avril 2001 (démission) : député UDF, UDFC puis DLI de l'Ain ;
- 4 avril 1986 – 14 mai 1988 : vice-président de l'Assemblée nationale ;
- 1989–1995 : président du groupe UDF à l’Assemblée nationale ;
- juin 1994 : président de la commission spéciale chargée d'examiner le projet de loi d'orientation pour le développement du territoire.

### Mandats locaux
- 1977–2001 : maire de Belley (Ain) ;
- 1985–1988 : conseiller général de l'Ain ;
- 1978–2003 : conseiller régional de Rhône-Alpes ;
- 1988–1999 : président du Conseil régional de Rhône-Alpes ;
- 2001–2008 : conseiller municipal de Lyon (3e arrondissement) et conseiller communautaire ;
- 2001–2008 : président des groupes Unir pour Lyon (ville de Lyon) et Union pour la Communauté (Grand Lyon).

### Autres
- 1984–2002 : président de la fédération départementale du Parti républicain et de l'UDF
- 1985–1988 : membre du bureau politique du Parti républicain
- 1989–1995: président de la SEMCODA (Société d’économie mixte de construction de l'Ain)
- 1999 : fondateur du parti de la Droite libérale-chrétienne (Charles Millon est catholique pratiquant)
- 2003–2007 : ambassadeur représentant la France auprès de la FAO à Rome

## Publications
- L'Extravagante Histoire des nationalisations, Paris, Plon, 1984, 291 p.  (ISBN 2-259-01160-8), prix Dodo de l'Académie française.
- Pour redresser la France, l'alternance-vérité, Paris, Albatros, 1986, 134 p.
- La Tentation du conservatisme, Paris, Belfond, 1995, 155 p.  (ISBN 2-7144-3259-X).
- La Paix civile, Paris, Odile Jacob, 1998, coll. « Le temps du débat », 207 p.  (ISBN 2-7381-0659-5).
- Lettres d'un ami impertinent à Jacques Chirac, Paris, J.-C. Lattès, 2002, 166 p.  (ISBN 2-7096-2389-7).